# Ракетний танк

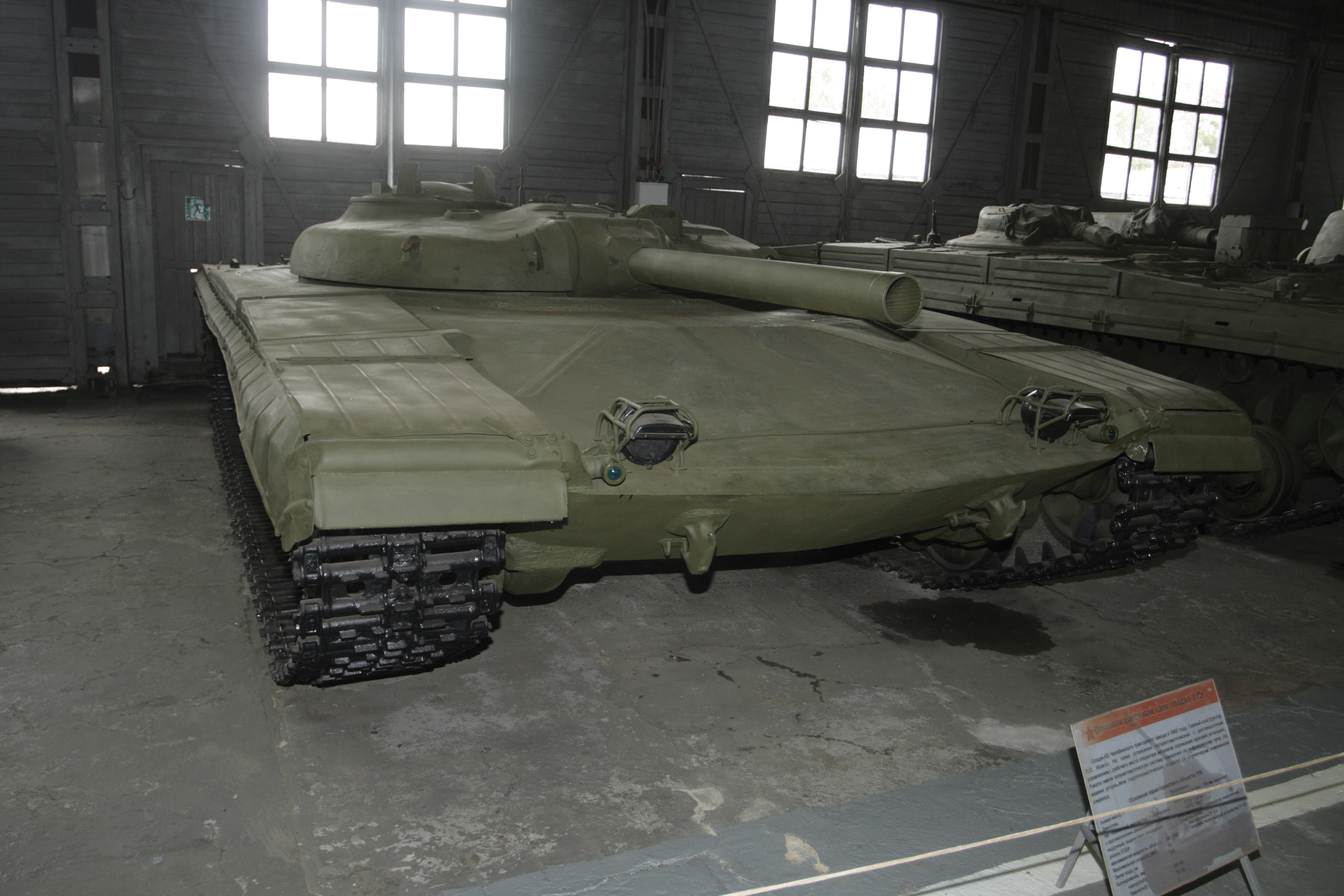
Об’єкт 775 (на базі Т-64)

Ракетний танк — тип танка, що використовує тільки керовані ракети як основне озброєння. До ракетних танків традиційно відносять машини на танковій базі, що схожі за характеристиками — перш за все по захисту — з танками традиційної конструкції. Ряд держав експериментували із розробкою прототипів ракетних танків. Так, в Радянському Союзі в період Микити Хрущова на посту генерального секретаря розроблялось кілька проєктів ракетних танків, таких як Об’єкт 287 і Об’єкт 775. У 1968 році на озброєння армії СРСР був прийнятий ракетний винищувач танків ІТ-1 ("истребитель танков-1"), збудований на базі Т-62, проте ракетним танком в строгому значенні терміна він не був: не мав протипіхотних ракетних боєприпасів і знаходився у штаті не танкових дивізій, а окремих батальйонів винищувачів танків у складі мотострілецьких дивізій (тому концептуально ІТ-1 ближче до сучасних СПТРК типу «Хризантеми»). Вже на початку 1970-х років він був знятий з озброєння. Також проєкти ракетних танків розроблялися у Західній Німеччині.